# Herb gminy Bierzwnik
Herb gminy Bierzwnik – symbol gminy Bierzwnik, ustanowiony 26 maja 1994.

## Wygląd i symbolika
Herb przedstawia na tarczy w polu białym błękitną tarczę z wielką żółtą literą "B" umieszczoną w górnej jej części, z trzema czerwonymi rybami o jednej głowie w czerwonej obwódce. Po bokach tarczy dwie gałązki dębu z sześcioma listkami każda.